# Graves Creek Ranger Station
La Graves Creek Ranger Station est une station de rangers du comté de Jefferson, dans l'État de Washington, aux États-Unis. Protégée au sein du parc national Olympique, elle est inscrite au Registre national des lieux historiques depuis le 13 juillet 2007.